# جاتزولدو دلی ایپولیتی
جاتزولدو دلی ایپولیتی (به ایتالیایی: Gazoldo degli Ippoliti) یک کومونه در ایتالیا است که در استان منتووا واقع شده‌است.

## خصوصیات
جاتزولدو دلی ایپولیتی ۱۲٫۹ کیلومترمربع مساحت و ۲٬۵۷۴ نفر جمعیت دارد.

## خواهرخوانده
شهر Pinzolo خواهرخواندهٔ جاتزولدو دلی ایپولیتی هست.